# Чкаловское (Башкортостан)
Чка́ловское (баш. Чкаловский) — деревня в Иглинском районе Республики Башкортостан Российской Федерации. Входит в состав Кальтовского сельсовета.

## Географическое положение
Расстояние до:
- районного центра (Иглино): 30 км,
- центра сельсовета (Кальтовка): 7 км,
- ближайшей ж/д станции (Иглино): 30 км.

## История
Населённый пункт возник путем объединения хутора 3-го общество 2-я Сергеевка и 1-я Сергеевская колония.

## Население
| 2002 | 2009 | 2010 |
| ---- | ---- | ---- |
| 180  | ↘169 | ↘134 |

Национальный состав
Согласно переписи 2002 года, преобладающая национальность — белорусы (88 %).

## Транспорт
Местная дорога от с. Кальтовка до д. Балажи